# Bankhead (Alberta)

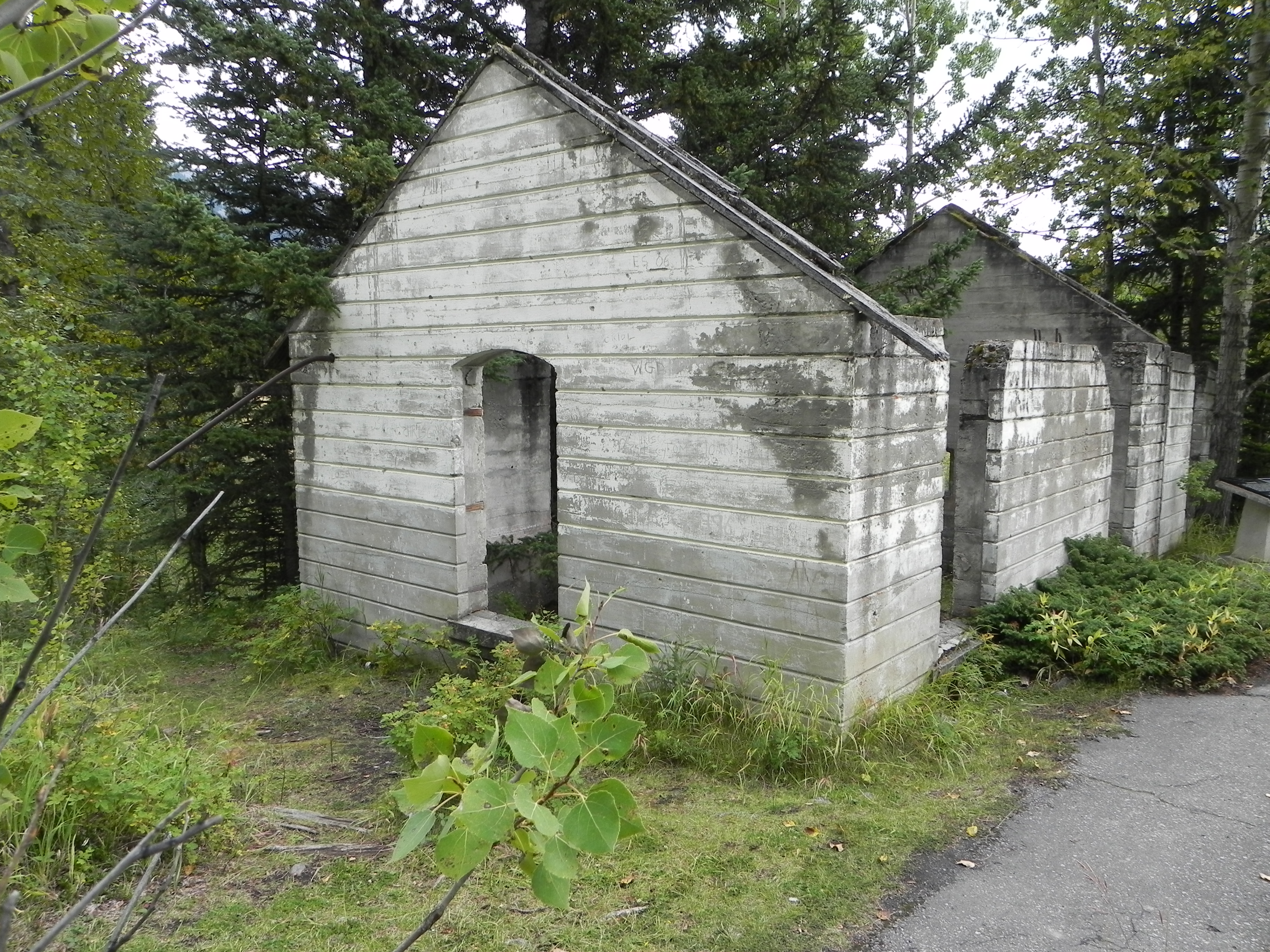
Ruinen des Lampenhauses

Bankhead, Alberta war im frühen 20. Jahrhundert eine kleine Kohlenbergbaustadt im Banff-Nationalpark in der Nähe der Stadt Banff. Die Mine bestand am Cascade Mountain, der Vorkommen von hochwertiger Anthrazitkohle aufweist. Sie wurde durch die Pacific Coal Company, einem Tochterunternehmen der Canadian Pacific Railway, das die Kohle für den Antrieb der Dampfmaschinen benötigte, betrieben. Der Betrieb begann 1903.

## Geschichte
Ein am 17. Juni 1922 veröffentlichter Bericht in einer lokalen Tageszeitung führt an, dass Ankündigungen über eine Schließung der Bankhead Minen seit kurzem überall in der Stadt angeschlagen wurden. In den Ankündigungen wurde bekanntgegeben, dass ab 15. Juli der Kohleabbau eingestellt werden würde und die Mitarbeiter ab dann nicht mehr benötigt werden würden. Der Bericht endete damit, dass nach diesem Datum Bankhead eine tote Stadt wäre was die Kohleminen betrifft. Der Bericht erklärte auch, dass keine Gründe für die Schließung angegeben wurden, obwohl allgemein bekannt war, dass die Minen nicht profitabel waren. Zwei Monate vor der Bekanntmachung gab es einen Streik und die Minen waren seit dieser Zeit geschlossen. Ein anderer Bericht über die Minenschließung führte an, dass zwischen 200 und 300 Männer täglich zwischen 500 und 600 Tonnen Kohle pro Tag förderten. Die Stadt hatte ca. 1.000 Einwohner.
Alle Gebäude in Bankhead wurden durch die Minenfirma errichtet und an die Einwohner vermietet. 1926 wurden viele Gebäude der Stadt nach Banff und Canmore verlegt. Die Eisenbahnstation von Bankhead ist nun am Grundstück der Banff Jugendherberge auf der Tunnel Mountain Road. Dort gibt es eine Karte von Bankhead.
Heute führt ein Pfad durch Lower Bankhead. Schilder am Weg erklären die größeren Gebäude sowie interessante Fakten. Noch immer sind viele Fundamente sichtbar. Bankhead liegt an der Lake Minnewanka Road einige Fahrminuten von Banff entfernt.
In der Nähe von Bankhead gab es eine andere Kohlenmine in Anthracite. Diese wurde jedoch aufgrund von Wassereinbrüchen bereits 1904 geschlossen und verlassen.

## Bildergalerie

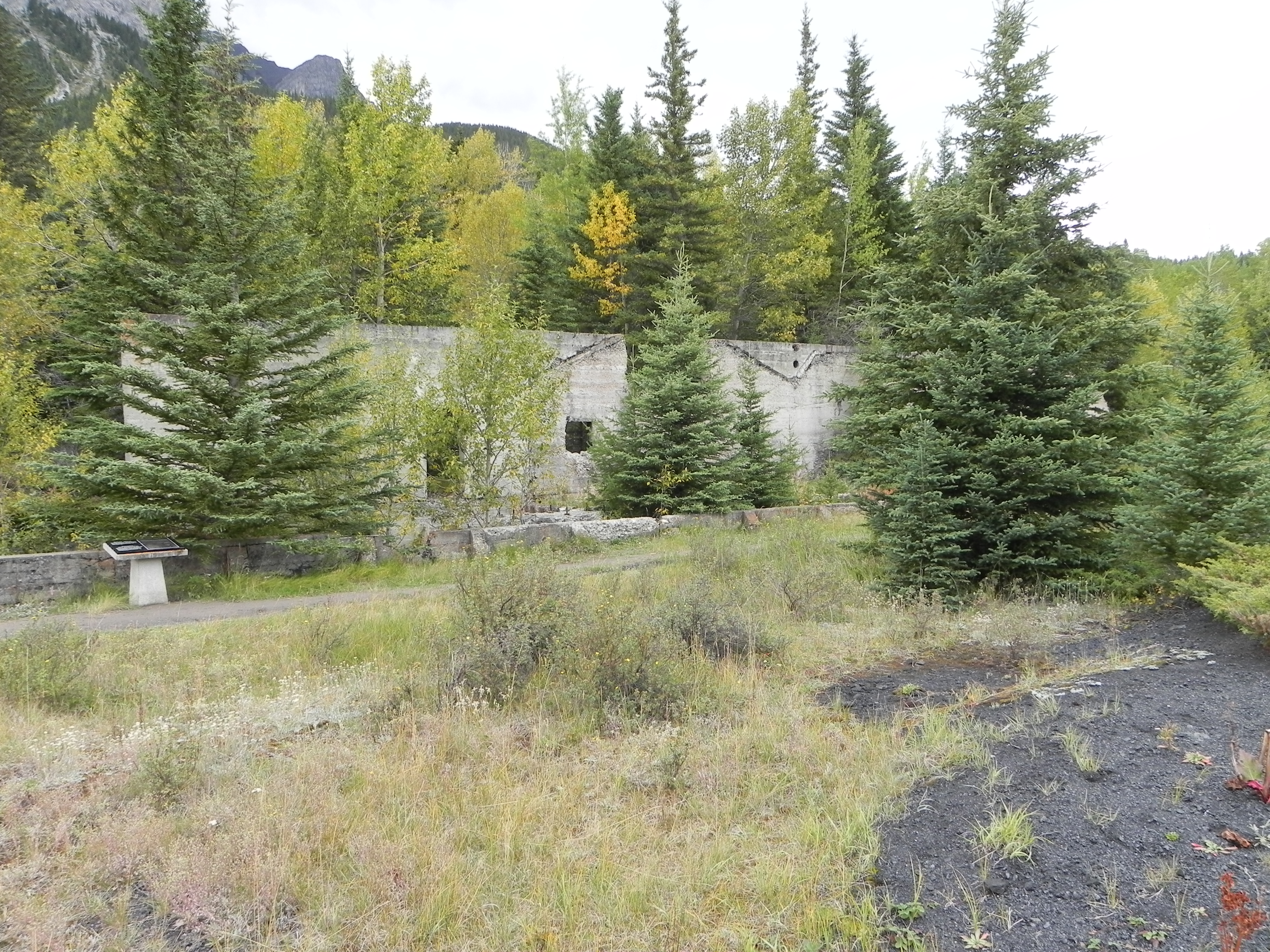
Kesselhaus
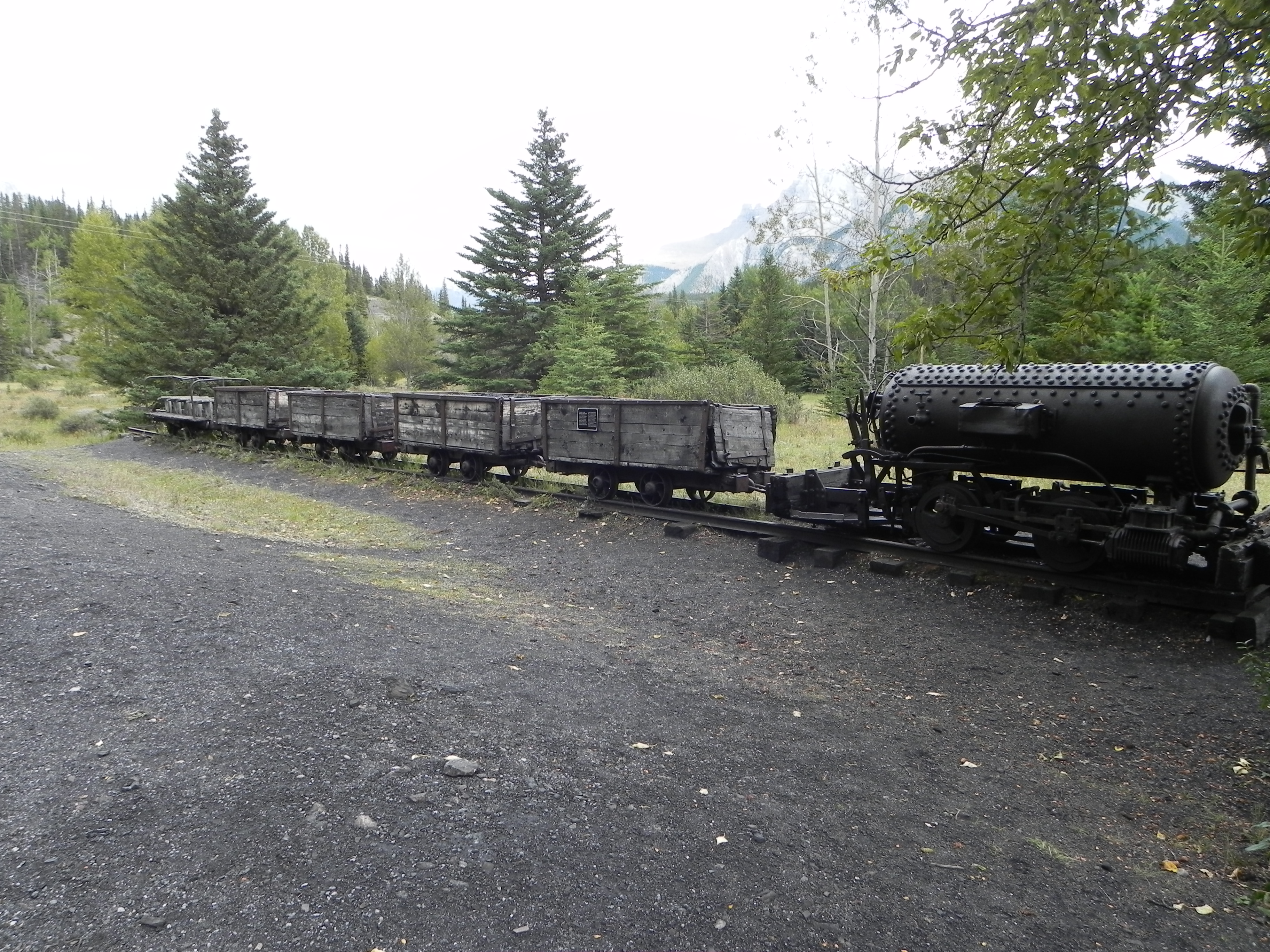
Kohlezug
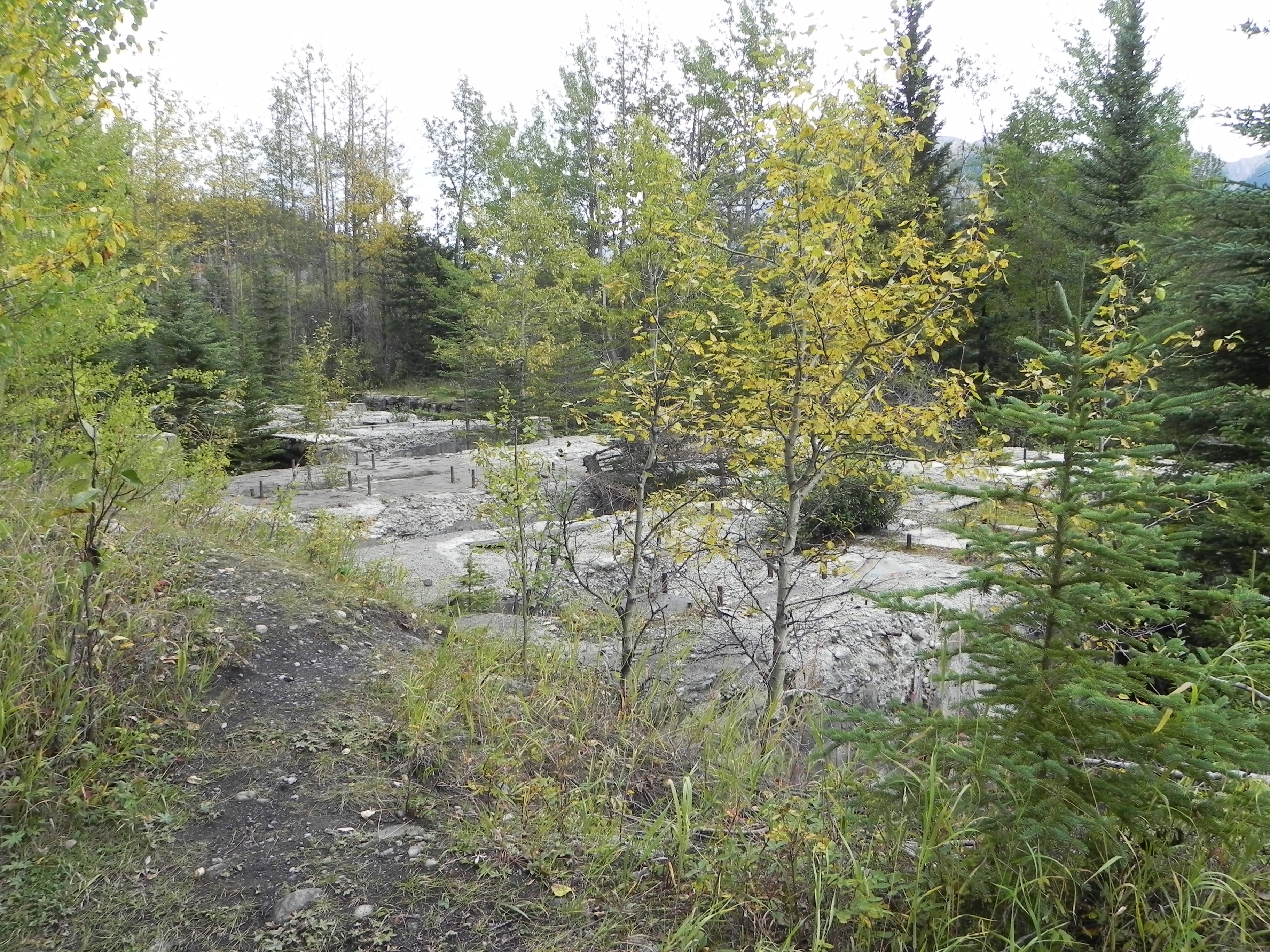
Kraftwerk
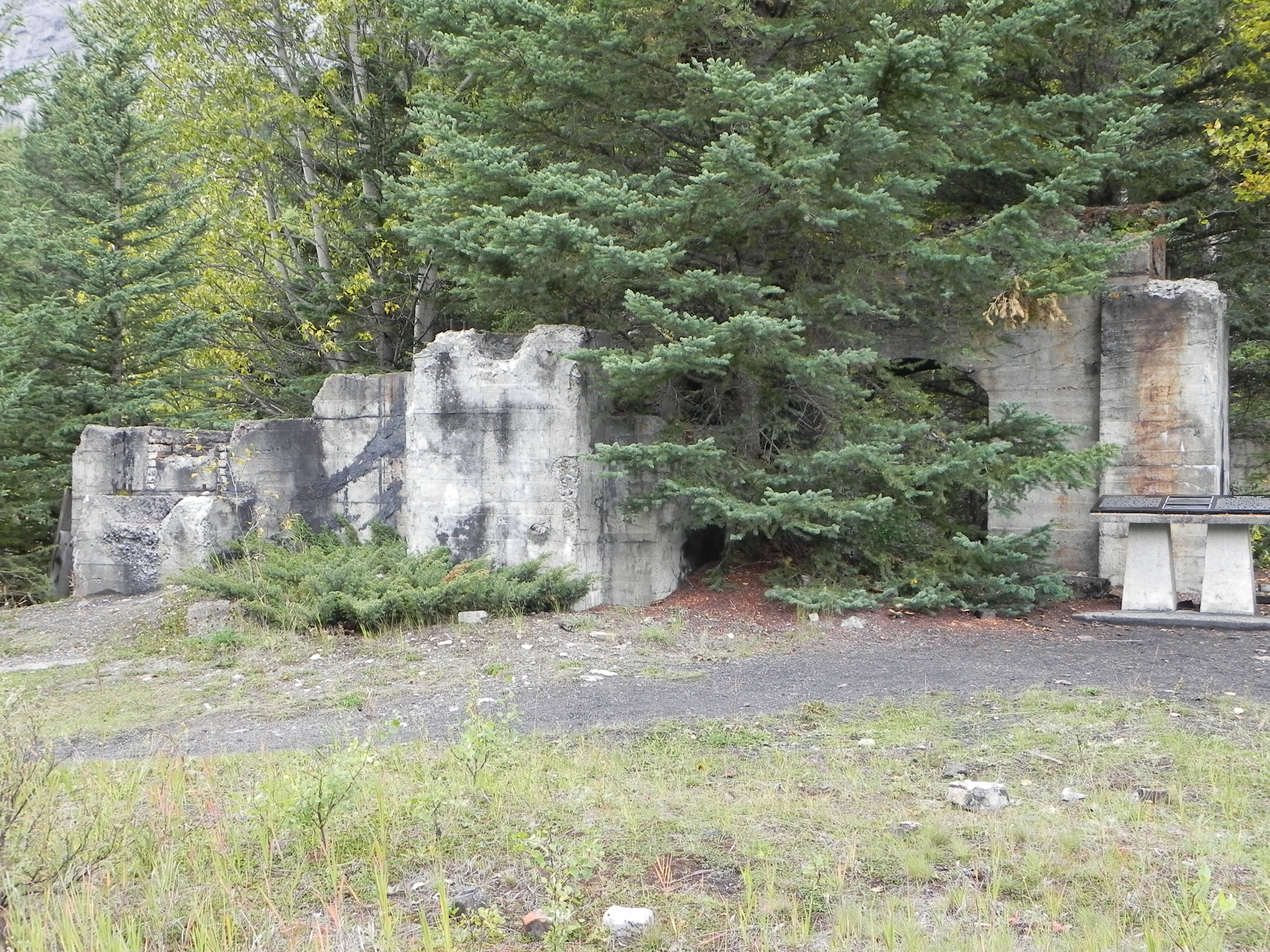
Das Briquette-Gebäude
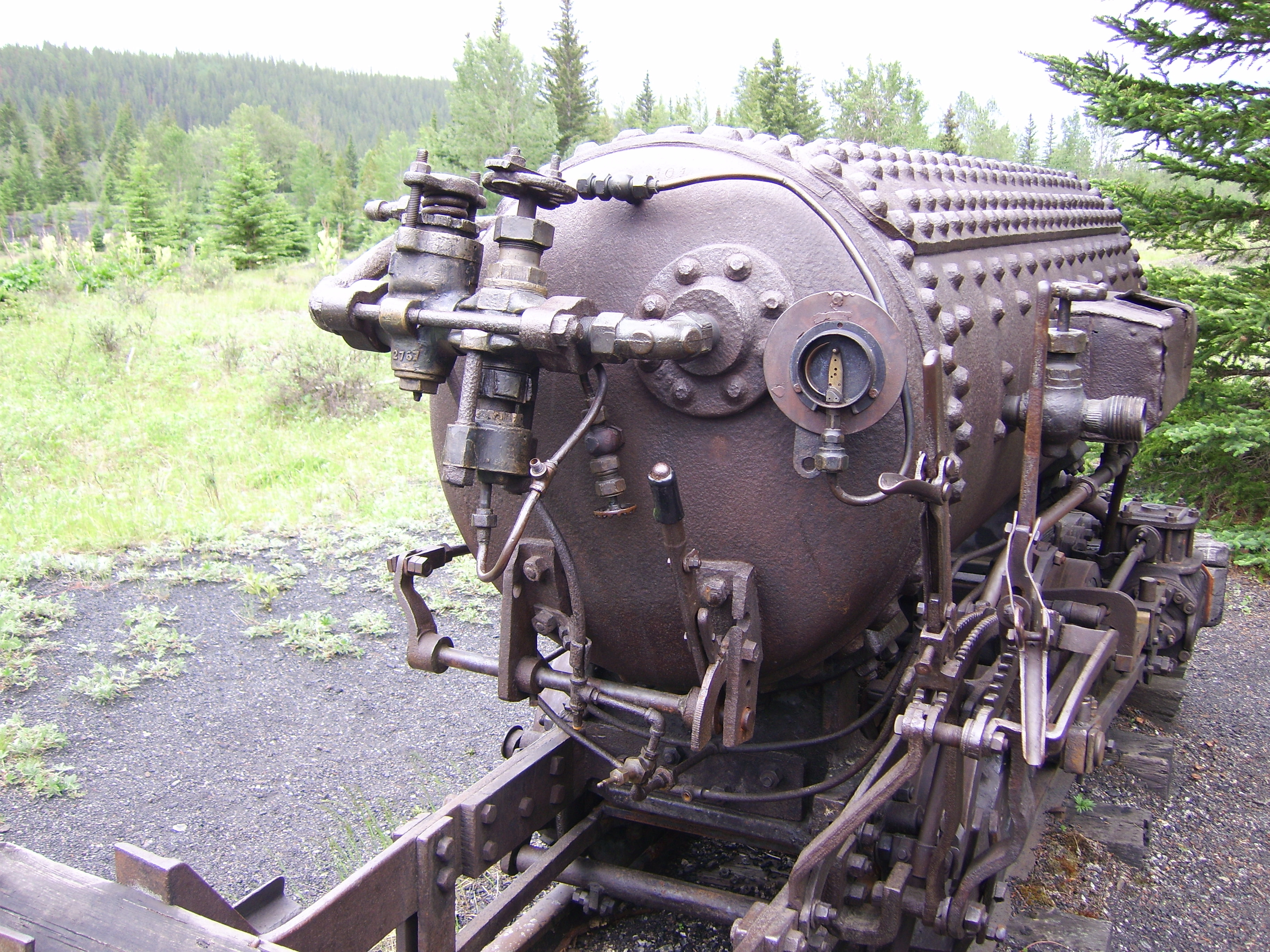
Lokomotive